# 마틴 슈마허
마틴 슈마허(Martin Schumacher, 1950년 6월 28일 독일, 도르트문트 ~ )는 독일의 통계학자이다. 그는 1986년부터 2017년까지 프라이부르크 대학교의 의료통계 연구소 (the Institute for Medical Biometry and Statistics of the Medical Center of the University of Freiburg)의 연구소장을 역임했다.

## 생활과 일
마틴 슈마허는 도르트문트 대학교 (Dortmund University)에서 1974년 수학 및 통계학 디플로마를 취득하고, 같은 대학교에서 1977년 박사학위를 받았다. 1975년에서 1979년 그는 지그 프레드 샤크 (Siegfried Schach)교수의 지도하에 연구조교로 일했으며, 1983년에서 1986년까지 같은 대학교 통계학과의 교수를 역임했다. 1979-1983년 그는 허버트이 미치 (Herbert Immich)가 이끄는 하이델베르그 대학 (University of Heidelberg) 의학통계 연구소 (Institute for Medicine Statistics)에서 연구활동을 했다. 한편 이 기간 동안 그는 1982년 생존 시간 분석에 관한 논문으로 교수 자격을 취득했다. 또한, 1984년에는 미국 워싱턴 주립대학교 (University of Washington in Seattle) 의학통계학과의 객원교수를 역임했다. 추후 1986년 4월부터 2017년 5월에 은퇴할 때까지 프라이부르크 대학의 의료통계 연구소 (Institute of Medical Biometry and Statistics)의 연구소장을 역임했다.
마틴 슈마허는 2001년부터 2003년까지 프라이부르크 대학교의 의학 학부장을 역임했고, 같은 대학 수학-물리학과의 소속으로 재직해왔다. 재임 기간 중 the Clinical Trials Center, the German Cochrane Center 및 DRKS (German Clinical Trials Register) 새로 설립하는 데 기여했다.
연구를 수행함과 동시에 마틴 슈마허는 많은 학생들을 지도해왔다. 슈마허와 Schulgen의 저서 "Methodik Klinischer Studien"(임상 시험 방법론)은 독일에서 이 주제에 대한 첫 번째 저서이자 독일 표준 교과서로서 잘 알려져 있다.
마틴 슈마허의 방법론에 초점을 맞춘 국제 심포지엄들이 개최되었고, 또한 그는 Oberwolfach의 의료 통계 및 2002년 국제 생체 인식 회(IBC) 회의와 독일 통계청 (DAGStat 2013)의 제 3 차 회의를 주도했다. 그는 2012년 제21회 브래드 포드 힐 (Bradford Hill)기념에 강연자로 초청받았다.
마틴 슈마허는 동료들과의 공동작업을 통해 250개 이상의 논문을 발표했으며, 20명 이상의 박사과정 학생을 지도해왔다. 특별히 그는 임상 역학 분야의 연구 계획 및 분석에 대한 다양한 방법론 및 통계적 측면에 관한 많은 논문을 저술했다.